# Глиден (Тексас)
Глиден (енгл. Glidden) насељено је место без административног статуса у америчкој савезној држави Тексас.

## Демографија
По попису из 2010. године број становника је 661.
| Група             | 2000.    | 2010.       |
| Белци             | 0 (0,0%) | 271 (41,0%) |
| Афроамериканци    | 0 (0,0%) | 128 (19,4%) |
| Азијати           | 0 (0,0%) | 11 (1,7%)   |
| Хиспаноамериканци | 0 (0,0%) | 253 (38,3%) |
| Укупно            | 0        | 661         |